# 西丽·诺尔比
西丽·诺尔比（挪威語：Siri Nordby，1978年8月4日—），挪威女子足球运动员。她曾代表挪威国家队参加2007年国际足联女子世界杯。她也曾参加2008年夏季奥林匹克运动会。